# Rhytiphora arctos
Rhytiphora arctos är en skalbaggsart som först beskrevs av Francis Polkinghorne Pascoe 1865.  Rhytiphora arctos ingår i släktet Rhytiphora och familjen långhorningar. Inga underarter finns listade i Catalogue of Life.